# Kjelsås Fotball
A Kjelsås Fotball egy norvég labdarúgócsapat Oslo városában, amely a norvég harmadosztályban szerepel. Hazai mérkőzéseit az 1 500 néző befogadására alkalmas Grefsen Stadionban játssza.
A klub legnagyobb sikerét a 2023-as norvég kupában érte el, amikor egészen a elődöntőig jutottak.

## Legutóbbi szezonok
| Szezon             | Poz. | M  | Gy | D | V | RG | KG | P  | Kupa   | Megjegyzés |
| ------------------ | ---- | -- | -- | - | - | -- | -- | -- | ------ | ---------- |
| 2022 - 2. divisjon | 4.   | 26 | 12 | 6 | 8 | 45 | 20 | 42 | 3. kör |            |

## Ismertebb játékosok, edzők
- André Hansen
- Sebastian Jarl
- Espen Garnås

## További hivatkozások
- A klub adatlapja